# Bâtiment du théâtre Alexandrinski

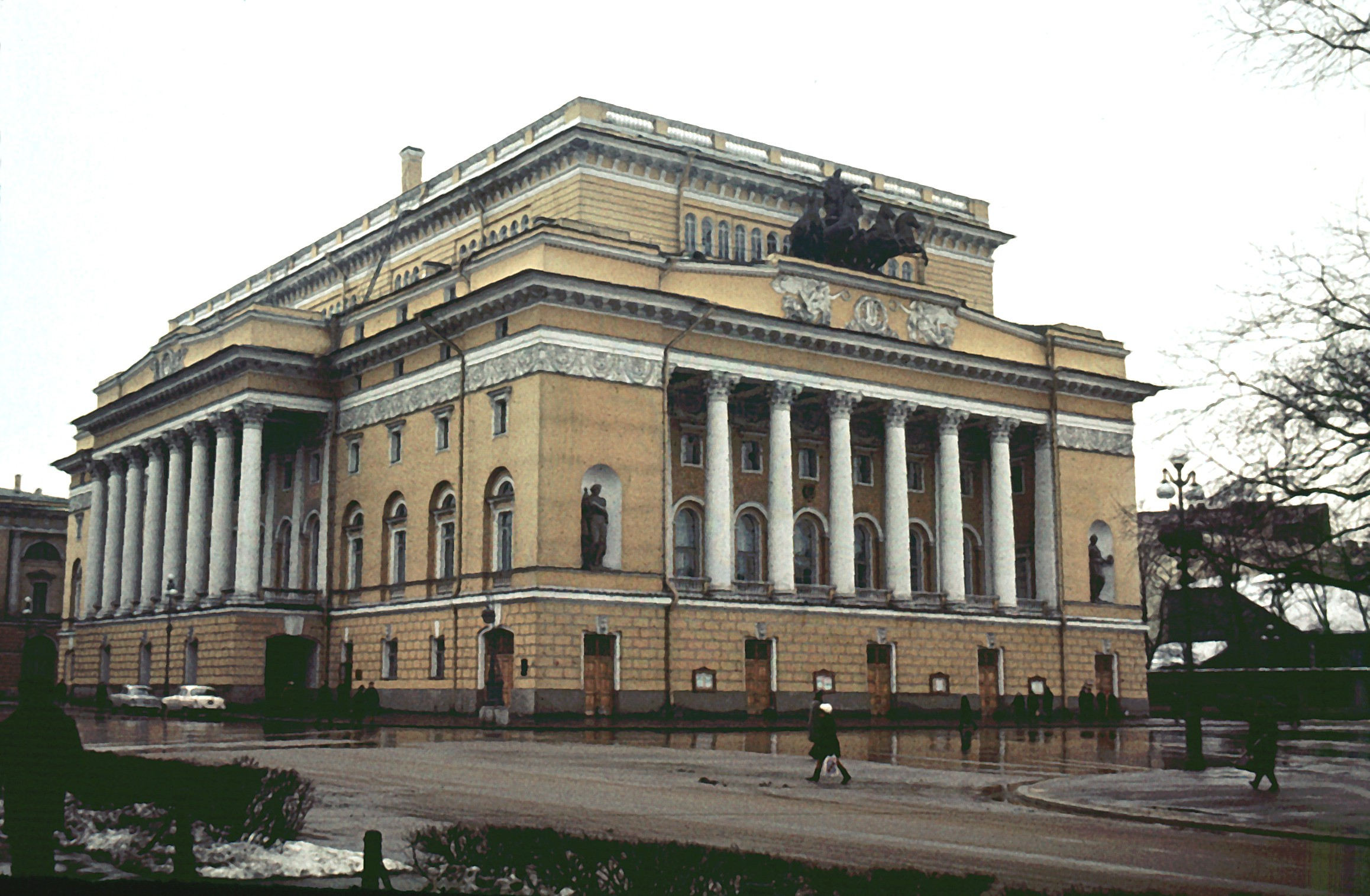
Théâtre Alexandinski

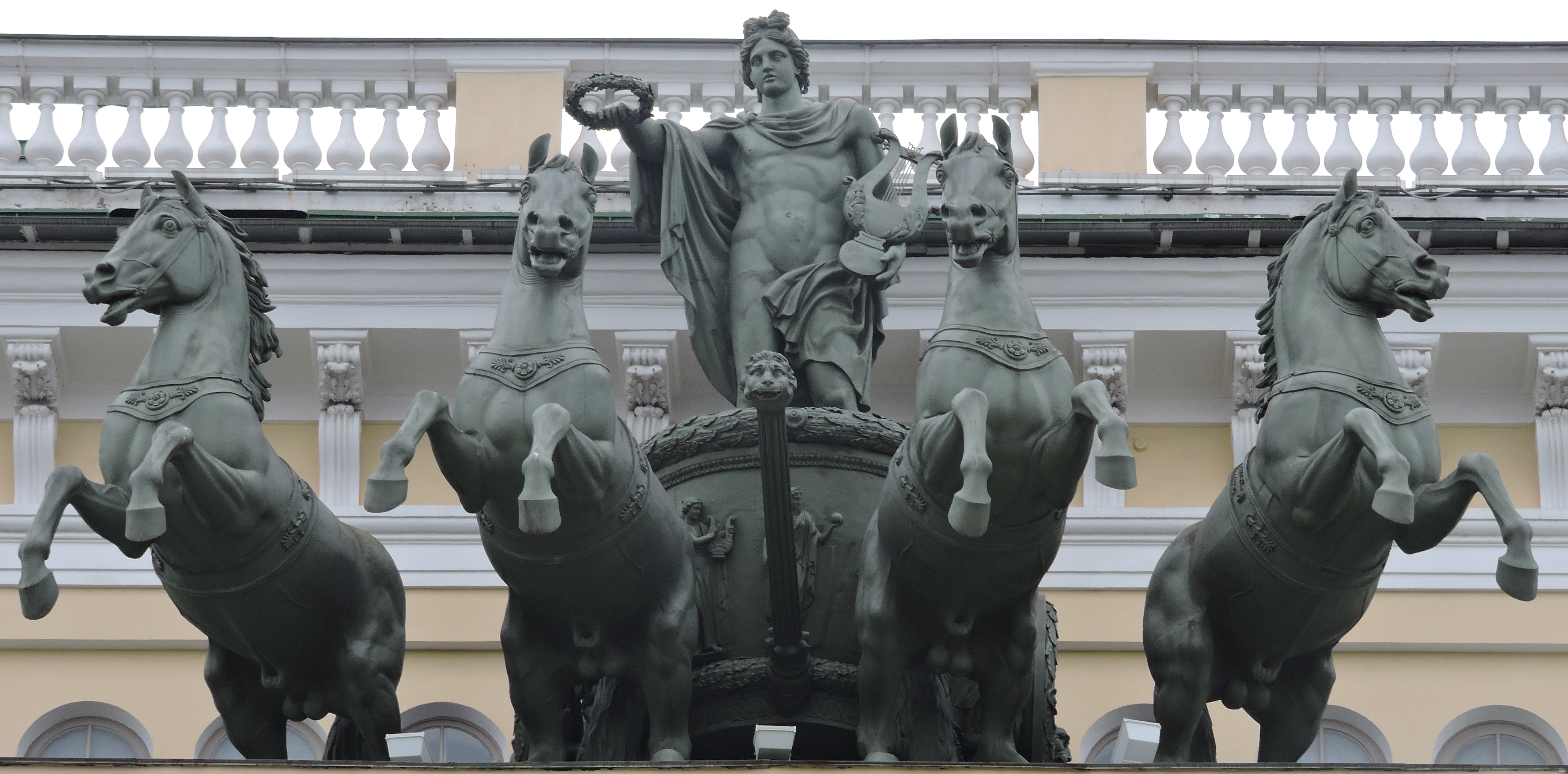
La quadrige d'Apollon

Le bâtiment du théâtre Alexandrinski (en russe : Здание Александринского театра) à Saint-Pétersbourg, sur la place de l'Île, est construit en 1832, selon le projet de l'architecte Carlo Rossi.

## Origine
La zone où a été construit le théâtre Alexandrinski ou théâtre Alexandra appartenait au XVIIIe siècle, au colonel Anitchkov, le constructeur du pont qui porte son nom. Il s'y trouvait un jardin qui aujourd'hui s'étend jusqu'à la rue Sadovaïa.
En 1801, l'architecte Vincenzo Brenna reconstruit à l'emplacement de la place actuelle un grand pavillon en bois dans lequel il installe une troupe d'opéra. Mais cette construction, avec le temps, cesse de correspondre aux besoins croissants de la ville et la décision est prise de construire un théâtre en pierre. Cependant, du fait de l'instabilité de la situation pour Alexandre I, due à des conflits avec la Turquie et à la guerre contre Napoléon Ier, la mise en œuvre en est remise à plus tard.
En 1818, les limites du jardin sont réduites et la place, située entre la Bibliothèque nationale russe et le jardin du Palais Anitchkov, est transférée au bénéfice du théâtre.

## Le bâtiment de Rossi
Carlo Rossi développe un certain nombre de projets pour ce quartier durant les années 1816 à 1827. Tous ces projets sont destinés à être réalisés sur la place du théâtre de la ville. La version définitive des projets est approuvée le 5 avril 1828, et la même année, la construction du théâtre débute.
Quatre ans plus tard, le 31 août 1832, au centre de Saint-Pétersbourg, sur l'actuelle place Ostrovskovo, à l'emplacement du petit théâtre en bois, est inauguré solennellement le nouveau théâtre de style empire.
La façade principale du théâtre du côté de la perspective Nevski est formée d'une loggia profonde aux multiples colonnes, dont l'espace fait partie pour ainsi dire de la place Ostrovskovo. Les façades latérales présentent un ensemble de huit colonnes formant un portique.

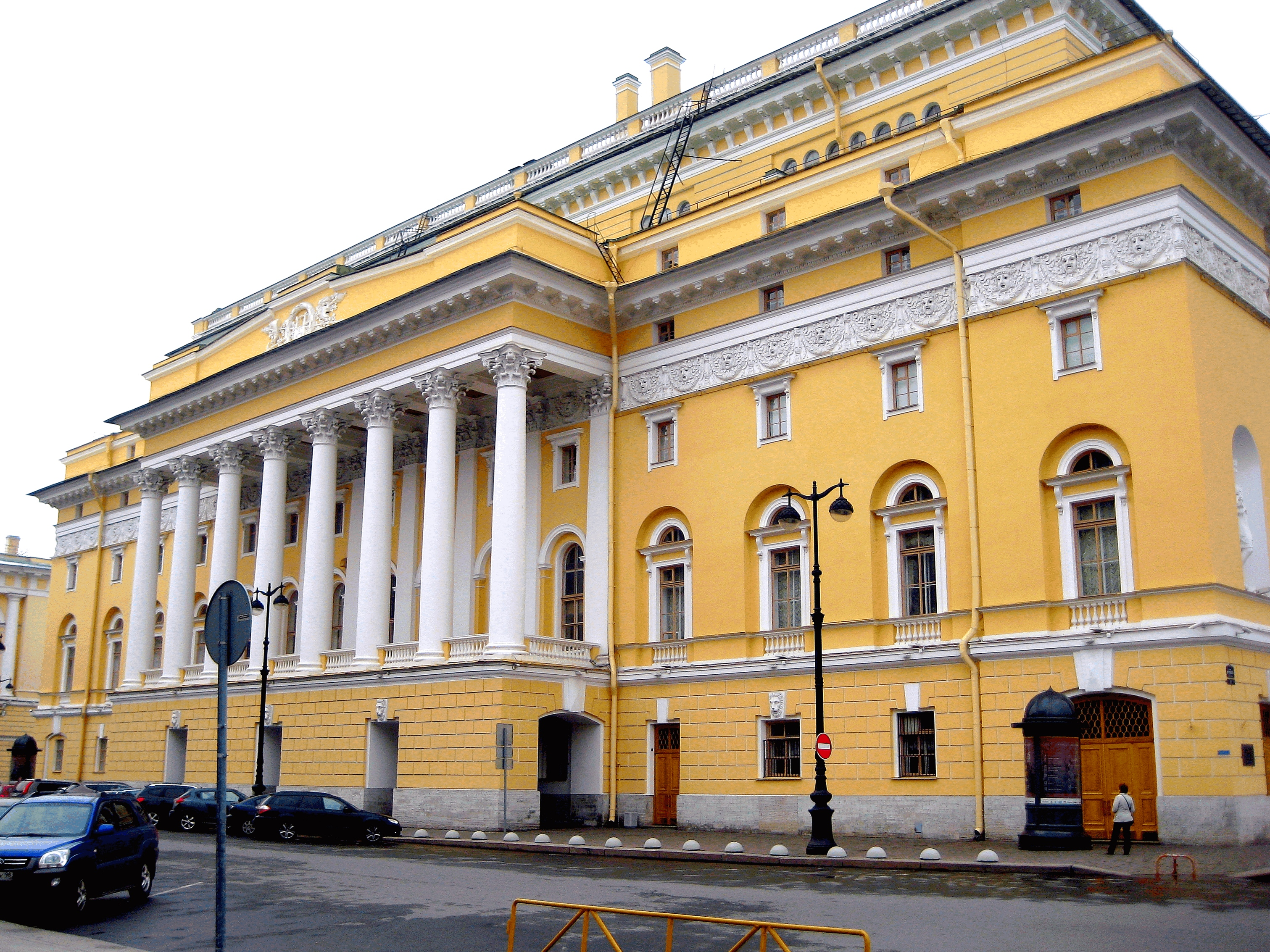
Façade latérale du théâtre

La façade est bordée par une frise garnie de sculptures, de masques de couronnes de lauriers. Dans les niches de la façade avant sont disposées des statues de muses, et devant l'attique un quadrige conduit par Apollon. Les sculptures sont dues à un sculpteur remarquable de l'époque Vassili Demuth-Malinovski.

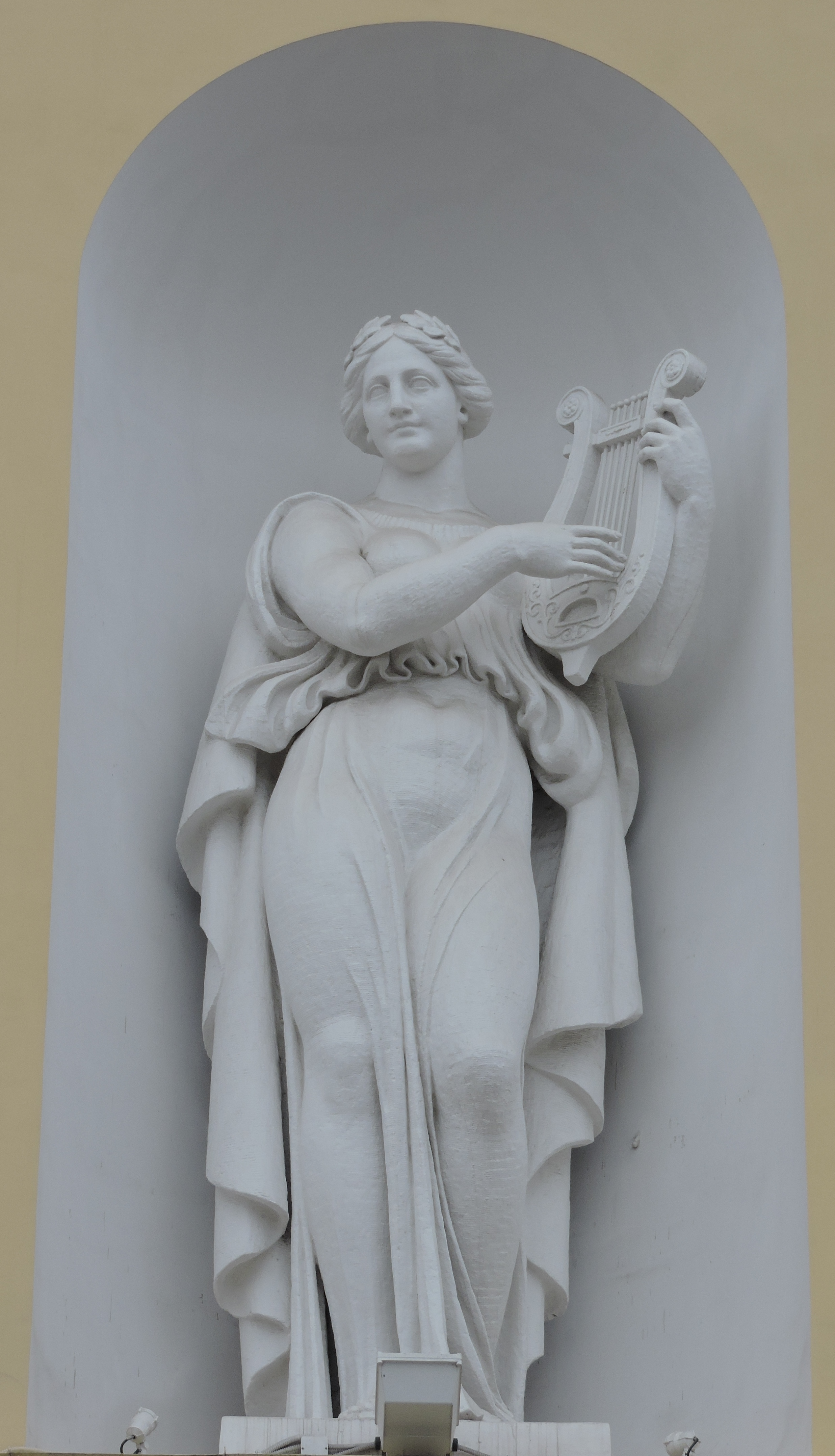
Muse avec harpe (niche droite)

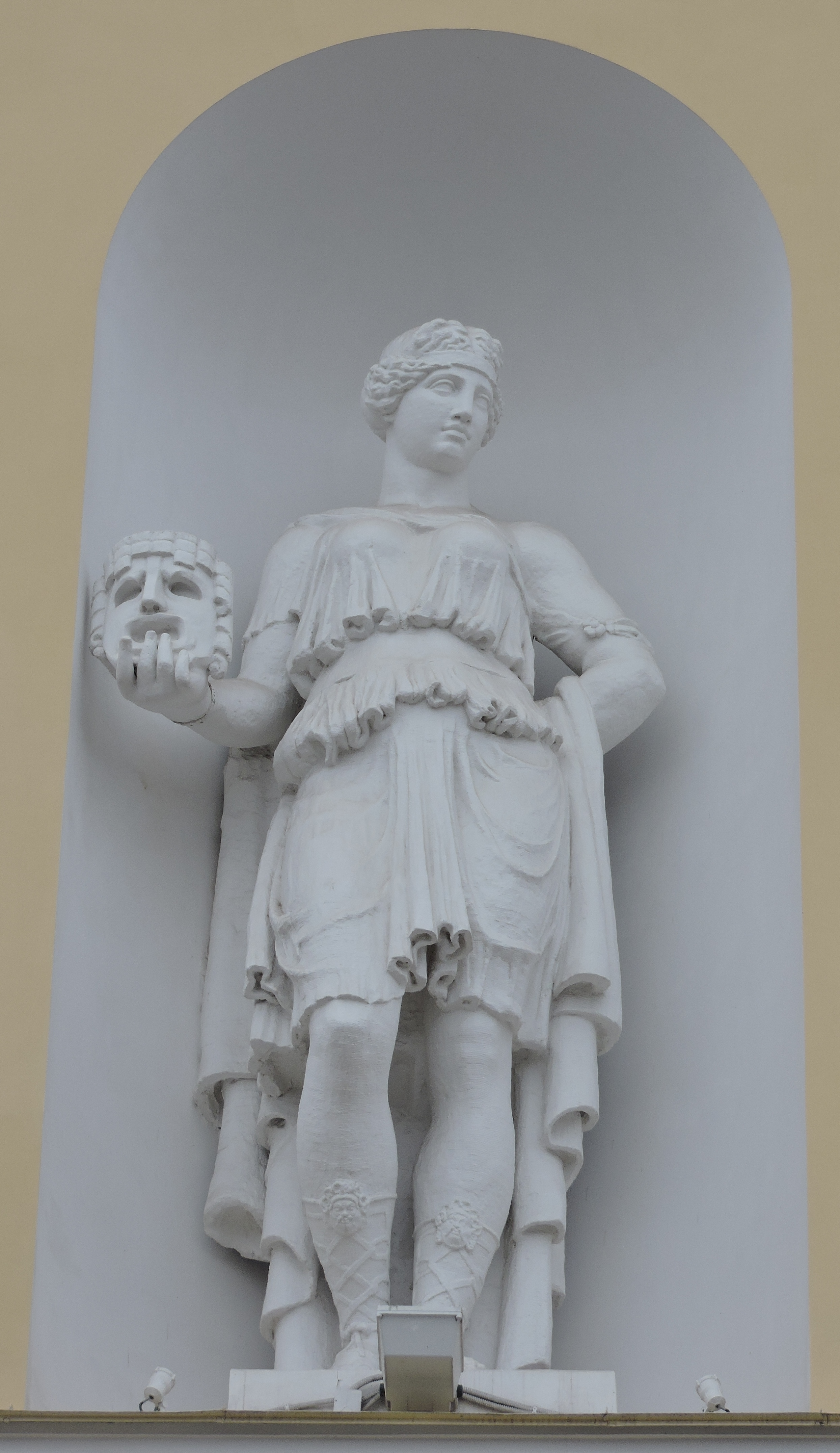
Muse avec masque (niche gauche)

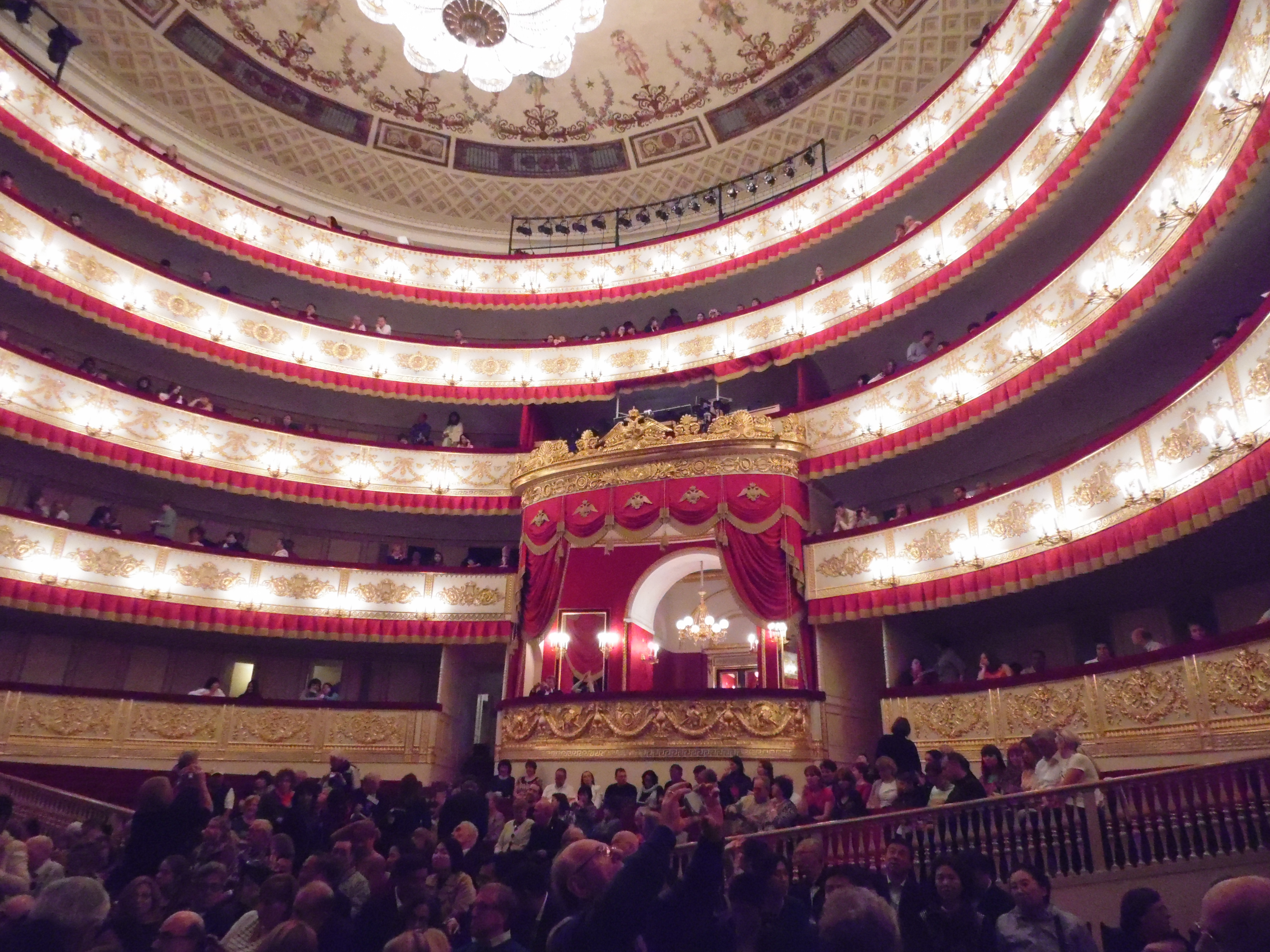
Intérieur du théâtre Alexandrinski

## Intérieur
La loggia de la façade est décorée d'une puissante colonnade corinthienne, et surmontée d'un attique garni de reliefs en stuc et du char d'Apollon. Cet attique est entouré de corniches, garni de frises de bas-reliefs, d'un alignement de fenêtres, d'arcs et d'une balustrade. Tout cela forme un ensemble solennel, une symphonie architecturale. La décoration intérieure est également remarquable. Cet intérieur est conçu suivant un système de loges à plusieurs étages, d'un amphithéâtre et d'un spacieux parterre. Les loges sont réparties sur cinq niveaux qui disposent d'une excellente acoustique et de belles proportions. En 1841, il y avait 107 loges (10 avec baignoire, 26 au premier balcon, 28 au deuxième, 27 au troisième et 16 au quatrième), un balcon pour 36 spectateurs, une galerie du quatrième étage pour 151 spectateurs, 390 places au 5e balcon, 231 fauteuils au parterre (sur 9 rangs) et 183 places derrière celui-ci. Au total, le théâtre pouvait accueillir 1 700 spectateurs .
La décoration de la salle est solennelle et élégante, l'intérieur a pratiquement gardé sa décoration d'origine. Au début, les fauteuils étaient recouverts de tissus bleus et c'est en 1849 que la décoration est passée au rouge vif. Le théâtre était alors éclairé par des lampes à huile qui noircissaient la décoration intérieure. C'est pourquoi, avec le temps, il a fallu repeindre tous les murs et les plafonds. La scène a également été entièrement restaurée. En plus de garnitures en velours, des loges sont garnies de sculptures dorées : la loge centrale (impériale) et la loge près de la scène sont garnies de dessins de Carlo Rossi, mais les ornements des balustrades des galeries ont été ajoutés dans la seconde partie du XIXe siècle.

## Conception technique originale
Carlo Rossi a dû défendre sa conception de la réalisation d'un théâtre devant des cercles d'officiels rétrogrades et cela n'a pas été facile. Sa confiance dans les techniques de construction à structure métallique est un des problèmes qui s'est posé à lui en face des maîtres de l'ouvrage.
« …si jamais, au cas où… il arrivait un malheur du fait de l'utilisation de structures en métal, alors que je sois pour l'exemple pendu dans l'heure à une des poutres du théâtre »
La construction du toit du théâtre est basée sur l'utilisation d'une structure métallique mise au point par Carlo Rossi lui-même, en collaboration avec l'ingénieur Matthew Clark (ru). C'était tout à fait nouveau à l'époque. Le toit repose sur 27 barres de fer avec des fermes en fonte arquées d'une longueur de 29,8 mètres. Dans les parois intérieures en pierre sont placées 18 fermes arquées qui supportent des mansardes par-dessus et soutiennent un plafond suspendu au-dessus de la salle du public. Les loges supportent des consoles en fonte. Au-dessus de la scène, un système de fermes triangulaires d'une longueur de 10,76 mètres est soutenu par des consoles en fonte et des entretoises.